# Perkʷunos
*Perkwunos (праиндоевропейск. *perkwunos, 'Ударяющий' или 'Повелитель дубов') — реконструированное имя бога погоды в праиндоевропейской мифологии. Божество было связано с плодородными дождями, и его имя, вероятно, призывали во время засухи. В широко распространённом индоевропейском мифе божество-громовержец сражается с многоголовым водяным змеем во время эпической битвы, чтобы выпустить потоки воды, которые ранее сдерживались змеем. Название его оружия, *meld-n-, которое обозначало как «молнию», так и «молот», может быть восстановлено из засвидетельствованных преданий.
*Perkwunos часто ассоциировался с дубами, вероятно, потому, что они высокие, и в них часто бьёт молния, а его владения расположены в лесистых горах, *per-kwun-iyo. Термин для обозначения неба, *h₂ekmōn, по-видимому, обозначал 'небесный каменный свод', а также 'удар молнии' или 'каменное оружие', и в этом случае он иногда также использовался для обозначения оружия бога-громовержца.
В отличие от других божеств праиндоевропейского пантеона, таких как *Dyēus (бог неба) или *H2éwsōs (богиня рассвета), у которых есть когнаты в большинстве традиций, теонимы, происходящие от *Perkwunos, засвидетельствованы только в западно-индоевропейских традициях. Таким образом, лингвистические свидетельства поклонения богу грома под именем *Perkwunos в ранние протоиндоевропейские времена (4500—2500 годы до н. э.) менее надёжны.

## Имя

### Этимология
Имя *Perkwunos обычно производится от протоиндоевропейского глагольного корня *per- ('наносить удар'). Альтернативной этимологией является происхождение от существительного *pérkʷus ('дуб'), корень которого присоединён к божественной номенклатуре *-nos ('хозяин'). Различные родственные слова можно найти в именах латинских дубовых нимф Querquetulanae (от quercus, 'дуб'), прагерманского *ferhwaz ('дуб'), галльского erc- ('дуб') и Quaquerni (племенное название), пенджабского pargāi ('священный дуб'), и, возможно, в греческой весенней нимфы Herkyna.
Таким образом, теоним *Perkwunos изначально означал либо 'ударяющий', либо 'владыка дубов'. Теория, объединяющая эти две этимологии, была предложена в мифологической ассоциации дубов с громом, о чем свидетельствует частота ударов молнии в такие высокие деревья.
Существование супруги-женщины *Perkwunos со аналогичным именем предполагается на основе южнославянских Перуна и Перперуны, древнескандинавских Fjörgyn-Fjörgynn и литовских Perkūnas-Perkūnija.
Существительное *Perkwunos также породило группу родственных слов для обычного слова 'гром', включая древнепрусское percunis, русское перун (устар. 'оружие Зевса'), латышское pērkauns ('удар молнии') или литовское perkūnas ('гром') и перкуния ('гроза').

### Эпитеты
Другие индоевропейские теонимы, связанные со словом 'гром' через другой корень *(s)tenh₂-, встречаются в германском Þunraz (Тор), кельтском Taranis (от более раннего *Tonaros) и латинском эпитете Юпитера Tonans. По мнению исследователя Питера Джексона, «они могли возникнуть в результате окаменения первоначального эпитета или эпиклезы» Perkwunos, поскольку ведического бога погоды Парджанья также называют stanayitnú- ('Громовержец').
Джордж Э. Дункель считал *Perkwunos эпитетом Дьеуса, бога неба. Также было высказано предположение, что *Perkwunos упоминался как *Diwós Putlós ('сын Дьеуса'), хотя это основано только на ведической поэтической традиции.

## Описание

### Оружие
Производные от *Perkwunos обычно изображаются с оружием, называемым *meld-n- в балтийской и древнескандинавской традициях. Оружие олицетворяет молнии и обычно понимается как дубина, булава или молот, сделанные из камня или металла. В латышском поэтическом выражении Pērkōns met savu milnu ('Перконс бросает свою булаву'), булава (milna), родственна древнескандинавскому слову mjölnir, молоту, бросаемому богом-громовержцем Тором, а также прусскому слову mealde, означающему молнию, праславянскому *mlъni, и валлийскому mellt.

### Плодоносящие дожди
Хотя его гром и молния имели разрушительный характер, их также рассматривали как регенеративную силу, поскольку они часто сопровождались благодатными дождями. Парджанья изображается в Ведах как бог дождя, а латышские молитвы включали в себя призыв к Перконсу принести дождь во время засухи. Балканские славяне поклонялись Перуну вместе с его женским аналогом Перперуной, название ритуальной молитвы, призывающей к оплодотворяющим дождям и сосредоточенной на танце обнажённой девочки, у которой еще не было первых месячных. Земля также упоминается как «менструирующая» в ведийском гимне Парджанье, родственнику Перперуны. Альтернативное имя Перперуны, Додола, также напоминает имя Перкунаса Дундулис и название дубового оракула Зевса, расположенного в Додоне.
Мифический многоголовый водяной змей, «запирающий воды», сражался с божеством-громовержцем в эпической битве. В конце концов *Perkwunos разбивает ему головы, чтобы высвободить сдерживаемые потоки дождя. Сюжет имеет многочисленные отражения в мифических историях о битвах между змеем и божеством или мифическим героем, который не обязательно этимологически связан с *Perkwunos, но всегда связан с громом. Например, ведийские Индра и Вритра (олицетворение засухи), иранские Тиштры/Сириус и Апаоша (демон засухи), албанские Дранге и Кулшедра (земляной змей, заставляющий высыхать ручьи), армянский Ваагн и Вишап, греческий Зевс и Тифей, а также Аполлон и Пифон, или скандинавский Тор и Мидгардсорм.

### Громовник и бог дубов
Ассоциация *Perkwunos с дубом подтверждается различными формульными выражениями из балтославянских языков: литовский Perkūno ąžuolas ('дуб Перкунаса'), латышский Pērkōna uōzuōls ('дуб Перкуна') или древнерусский Перуновъ дубъ. Считается, что славянский бог-громовержец Перун часто бьёт дубы, чтобы зажечь в них огонь, а скандинавский бог-громовержец Тор поражает своих врагов-гигантов, когда они прячутся под дубом. Согласно белорусскому фольклору, Пярун разжёг первый огонь, ударив по дереву, в котором прятался чёрт.
Поражение дьяволов, демонов или злодеев от *Perkwunos — ещё один мифологический мотив, связанный с балтийским Перкунасом и ведийским Парджаньей. В литовских и латышских фольклорных материалах Перкунас/Перконс призван защищать от змей и болезней.

### Лесистые горы
*Perkwunos часто связывался с каменными и (лесистыми) горами, а горные леса считались его царством. Родственные отношения были отмечены между германским *fergunja ('[горный] лес') и галльским (h)ercunia ('[дубы] леса'). Русские летописи описывают деревянных идолов Перуна на холмах, возвышающихся над Киевом и Новгородом; из фольклора известно, что и белорусский Пярун, и литовский Перкунас жили на высоких горных вершинах. Такие места по-литовски называются perkūnkalnis, что означает 'вершина Перкунаса', а славянское слово Перынь обозначало холм над Новгородом, где, предположительно, находилось святилище Перуна. Князь Владимир Святославич приказал сбросить идола Перуна в реку Днепр во время крещения Руси.
В германо-скандинавской мифологии имя Фьёргинн использовалась как поэтический синоним земли, и она могла изначально быть владычицей лесистых гор, олицетворением того, что в готском языке упоминается как фаргуни ('лесистая гора'). Кроме того, в балтийской традиции упоминается священный и неугасимый огонь, посвящённый Перкунасу и поддерживаемый дубовыми дровами в лесах или на вершинах холмов. Язычники верили, что Перкунас замерзнет, если христиане потушат эти огни.
Слова от основы *pér-ur- также засвидетельствованы в хеттском pēru ('скала, утес, валун'), авестийском pauruuatā ('горы'), а также в санскритском имени богини Парвати и слове Парватешвара ('повелитель гор'), эпитете её отца Химавата.

### Каменные небеса
Термин для обозначения неба, *h₂ekmōn, обозначал как 'камень', так и 'небо', возможно, 'небесный каменный свод', родственный библейской 'тверди небесной'. Мотив каменистых небес можно найти в истории греческого Акмона ('наковальня'), отца Урана и персонифицированного Неба. Термин акмон также использовался в значении 'удар молнии' в гомеровском и гесиодическом повествованиях. Другие родственные слова представлены ведийским áśman ('камень'), именах иранского божества Асман ('камень, небо'), литовского бога Акмо (упомянутого вместе с Перкунасом), а также прагерманским *hemina (нем. Himmel, англ. heaven) и *hamara (ср. древнескандинавский: hamarr, что может означать 'скала, валун, утес' или 'молот'). Акмо описывается в трактате XVI века как saxum grandius, 'большой камень', которому все ещё поклонялись в Жемайтии.
Мифологическая ассоциация может быть объяснена наблюдением (например, метеоритов) или верой в то, что громовые камни (в частности, отполированные для топоров) падали с неба. Ведийское слово áśman — это также название оружия, брошенного Индрой, оружие Тора также называется hamarr, а громовой камень может быть назван Perkūno akmuõ ('камень Перкунаса') в литовской традиции. Перкунас и Пярун ударяют по камням вместо дубов в некоторых сюжетах литовского и белорусского фольклора, а общеславянский Перун бросает свой топор или стрелу с горы или неба. Таким образом, первоначальное значение *h₂ekmōn могло означать 'каменное оружие', затем 'небо' или 'молния'.

## Свидетельства

### Теонимы
Следующие имена божеств являются когнатами, происходящими от *Perkwunos или связанных имен в западно-индоевропейских мифологиях:
- Праиндоевропейский: *per-, 'ударить' (или *pérkʷus, 'дуб')[1][12].
  - Праиндоевропейский: *per-kwun-os, бог погоды[1].
    - Балтский
      - Прусский: Perkunis[3][4].
      - Ятвяжский: Parkuns (Parcuns)[52][53][54][55].
      - Латгальский: Pārkiuņs[56].
      - Литовский: Perkūnas, бог дождя и грома, изображаемый в виде сердитого человека с рыжеватой бородой,[3][4].
      - Латышский: Pērkōns, функции которого иногда сливаются с функциями Диеваса (бога неба) в латышских дайнах (народных песнях)[3][4].
      - Percunatele или Perkunatele, женское божество, связанное с Перкунасом, выступающее его матерью или женой[57][58].

  - Праиндоевропейский: *per-uh₁n-os, 'тот, у кого громовой камень'[3] [11].
    - Праславянский: *perunъ[59].
      - Старославянский: Перу́н, 'создатель молнии'[3][60].
      - Древнерусский: Перунъ.
      - Белорусский: Пярун[61][62].
      - Чешский: Peraun[63].
      - Словацкий: Perún; Parom[3][28].
      - Болгарский: Перун[64][65].
      - Польский: Piorun ('молния')[66].
      - Русский: Перун, Перынь в Новгороде, предположительно связанная с поклонением Перуну[67].
      - Южнославянские: Перун и Перперуна, повторяющееся женское производное от имени Перуна; эта пара соответствует древнескандинавской паре Фьёргюн-Фьёргинн и литовской паре Перкунас-Перкуния[14][15].

  - Праиндоевропейский: *per-kwun-iyo (женский род *per-kwun-iyā, 'царство *Perkwunos', то есть '[лесистые] горы')[68][32][7][5].
    - Пракельтский: *ferkunyā[69][7].
      - Галльский Герцинский лес или горы, древнее название Арденн и Шварцвальда[70] который также был известен как Аркуния во времена Аристотеля; Геркуниаты ('Ερκουνιατες; присоединено к суффиксу -atis 'принадлежащий'), название кельтского племени из Паннонии, что упомянуто Плинием и Птолемеем.[71][72].

    - Прагерманский: *fergunja, что означает 'гора', возможно, 'горный лес' (или женский эквивалент *ferga, 'бог')[6].
      - Древнескандинавский: Fjörgyn, мать бога-громовержца Тора, богиня лесного пейзажа и поэтический синоним «Земли»[3][73].
      - Готский: fairguni (𐍆𐌰𐌹𐍂𐌲𐌿𐌽𐌹), '(лесистая) гора' и fairhus, 'мир, вселенная', древнеанглийское : firgen, 'гора', 'лесистый холм'[6][5].
      - Древневерхненемецкий: Firgunnea, Рудные горы, и Виргундия Вальдус, Виргунния, 'дубовый лес'[6][5].

    - Праславянский: *per(g)ynja, 'лесистые холмы' (возможно, раннее заимствование из германского)[11][32].
      - Старославянский: prӗgynja, древнерусское: перегыня, 'лесистые холмы'[32]; польский: przeginia (топоним)[74].

### Топонимы
Исследования указывают на существование следов имени *Perkwunos в европейских топонимах, особенно в восточноевропейских и славянских регионах.
На территории, которая охватывает современный город Каштела, существовал древний далматинский город Салона. Недалеко от Салоны в поздней античности находился холм под названием Перун. Древний ороним Борун (монте Борун) трактуется как деформация теонима Перун. Их возможная связь дополнительно подкрепляется близостью горы Добрава, широко распространённого слова в славяноязычных регионах, соответствующего русскому «дубрава».
Различные южнославянские топонимы считаются рефлексами имени славянского бога Перуна, такие как Перунац, Перуновац, Перуника, Перуничка Глава, Перуни Врх, Перуня Вес, Перуна Дубрава, Перунуса, Перушице, Перудина и Перутовац. Мария Гимбутас обратила внимание на существование топонимов Перунова гора (Польша), Перун гора (Сербия), гора Перун (Румыния) и холм Порун (в Истрии).
Патрис Лажуа также связывает топонимы на Балканах со славянским Перуном: город Перник и горный массив Пирин в Болгарии; место под названием Преняси в Южной Албании. Он также предполагает, что Пронсторф, город в Германии, также имеет отношение к Перуну, так как он находится недалеко от Зегеберга, название которого к 1199 году было Perone
Название балтского Перкунаса засвидетельствовано также в балтских топонимах и гидронимах: деревня Perkūniškės в Жемайтии, к северо-западу от Каунаса; топоним Perkunlauken ('Перкунские поля') близ современного Гусева.

### Другие возможные родственные персонажи
- Индоиранские
  - Ведийский Парджанья, бог дождя, грома и молнии (хотя санскритские звуковые законы скорее предсказывают форму parkūn(y)a; поэтому была постулирована промежуточная форма *pergénio, возможно происходящая от *per-kwun-iyā)[1][83][11].
  - Нуристанские: Парун (или Перуней), бог войны, которому поклоняются в Кафиристане (современная провинция Нуристан, Афганистан)[3][11].
  - Персидский: Пиран (Висех), героическая фигура, присутствующая в Шахнаме, национальном эпосе Большого Ирана; было высказано предположение, что его имя может быть связано со славянским божеством Перуном[84].
- Пракельтский: *(h)erku-, 'дуб'[7].
  - Испано-кельтские: Erguena (ERGVENA), личное имя, которое, как считается, означает 'рождённый дубом' (*perkʷu-genā) или происходит от *perkʷu-niya 'лесистая гора'[85][86].
  - Кельтиберский: berkunetakam (Perkunetaka), слово, засвидетельствованное на табличке I из Боторриты и интерпретируемое как священная дубовая роща[87][88][89].
  - Галльский: Ercos ('дуб')[7].
    - Галло-римские ссылки на Deus Ercus (в Аквитании), Nymphae Percernae (Narbonensis) и божество по имени Hercura (или Erecura), которое было известно во всех провинциях Римской империи[71][90].

  - Ирландский: Erc (mac Cairpri), упомянутый в конце Táin Bó Cúailnge и помещённый на трон Тары Конхобаром, сыном Нессы в Cath Ruis na Ríg for Bóinn[91]; хотя альтернативная этимология от праиндоевропейск. *perk- ('цвет') > *perk-no ('[пятнистая] рыба') была предложена Хэмпом и Ранко Матасовичем[92].
- Греческий: keraunos (κεραυνός), имя молнии Зевса, которое иногда также обожествляли (метатезисом *per(k)aunos; хотя также корень предполагался *erh₂-, 'разбить, разбить'[10][93]; родниковая нимфа Геркина, связанная с одноименной рекой и отождествляемая с Деметрой (название могло быть заимствованием, поскольку оно скорее следует кельтским фонетическим законам)[9][10].
- Иллирийский Perëndi, бог неба и грома, от per-en-, расширение праиндоевропейского *per, 'ударять', соединённое с -di, бог неба Dyēus, таким образом, связанное с *per-uhₓn-os (см. выше); хотя албанское perëndoj, 'заход (солнца)', от латинского parentare, 'жертва (умершим), удовлетворять', также предполагалось как происхождение имени божества[94][95].
- Фракийский: Перкос / Перкон (Περκος / Περκων), герой-всадник, изображённый лицом к дереву, окружённому змеей[11][10][8]. Его имя также засвидетельствовано как Ήρω Περκω и Περκώνει, 'в Одессе и окрестностях'[96][97].
- Романо-германские надписи к Матроне «Ala-ferhuiae», найденные в Бонне, Альтдорфе или Дормагене[5][98].
- Померанский: Поренут, латинизированный как Porenutius в работе Саксона Грамматика. Предполагается, что это имя относится к божеству, которому в раннем Средневековье поклонялись в портовом городе на Рюгене как сыну Перуна[99][64].
- Хеттские слова перунас и перуни засвидетельствованы в хеттском тексте «Песни об Улликумми» и относятся к женщине, созданной из «Скалы» или «Камня», которая рождает каменное существо[100][101].
- Скифы. В XIX веке русский фольклорист Александр Афанасьев и французский филолог Фредерик-Гийом Бергманн[англ.] упоминала о скифском божестве по имени Пиркунас или Пирчунас, эпитет, относящийся к «скифскому богу» и означающий 'дождливый'[102][103].
- Итальянский: Porca, слово, означающее 'ель' на диалекте Трентино. Мэллори и Адамс предполагают, что это слово заимствовано из ретского[33].
- Кавказ. Было высказано предположение, что слова Пиръон и Пиръа могут свидетельствовать о присутствии имени бога-громовержца на Кавказе[104].
- Пиренеи. Теоним Expercennius, засвидетельствованный в надписи, найденной в Катервьеле и, возможно, относящийся к богу дубов. Его имя может означать 'шесть дубов'[105].

### Оружие бога грома
Название оружия Perkwunos — *meld-n-, подтверждается группой родственных слов, обозначающих молот или молнию в следующих языках:
- Праиндоевропейский: *melh₂-, 'молоть'[106]
  - Северный праиндоевропейский: *mel-d-(n)-, 'молот бога грома' > 'молния'[22][107][106].
    - Прагерманский: *melðunijaz[22][108].
      - Древнескандинавский: mjǫllnir, молот Тора; ср. также myln, 'огонь'[23][108].

    - Прабалтославянский: *mild-n-[23].
      - Праславянский: *mlъldni[23].
        - Старославянский: млъния, сербохорватский: муња, словенский: mółnja[23], болгарский: мълния[109], македонский: молња[110].
        - Русский: молния (молния), 'молния', украинский: маладня (диал.) 'молния без грома',[23] белорусский: маланка, 'молния'[109].
        - Чешский: mlna (устар.), польский mełnia (диал.)[23], лужицкое : milina (арх.) 'молния' (современное 'электричество')[111][112][113].

      - Балтск: *mildnā[22].
        - Прусский: mealde[107].
        - Латышский: milna, 'молот громовержца', Perkōns[107].

    - Кельтский: *meldo-[106].
      - Галльский: Meldos, эпитет бога-громовержца Луцетиоса[114][115]; а также Мелди (*Meldoi), название племени, и Мелдио, личное имя[106].
      - Валлийский: mellt, 'молния, удары молнии' (собирательное число mellten, 'удар молнии') и Mabon am Melld или Mabon fab Mellt ('Мабон, сын Меллта')[22][106].
      - Бретонский: mell, 'молот',[108][116]
      - Среднеирландский: mell, 'округлая вершина, небольшой холм', возможно, из-за семантического влияния *ferkunyā, '(лесистые) горы'[116].
      - Армянский: մուրճ (mowrtch), молот.

Другой праиндоевропейский термин, образованный от глагольного корня *melh₂- ('перемалывать'), *molh₁-tlo- ('молоток'), также имел значение, связанное с молотком, как в старославянском млать, латинском malleus и хеттском malatt ('кувалда, дубинка').
Ученый XIX века Фрэнсис Хиндс Грум трактовал цыганское слово malúna как заимствование из славянского молния. Коми слово molńi или molńij ('молния') также заимствовано из славянских языков.

### Небесный каменный свод
- Праиндоевропейский: *h₂eḱ-, 'острый',[119].
  - Праиндоевропейский: *h₂éḱmōn (род. *h₂ḱmnós; местн. *h₂ḱméni), 'камень, каменное оружие' > 'небесный свод из камня'[40][119][50].
    - Индоарийский: * Haćman[38].
      - Ведийский: áśman, 'камень, пращный камень, удар молнии'[38].
      - Авестийский: асман, 'камень, камень для пращи, небо'[38].

    - Греческий: акмон (ἄκμων), 'наковальня, метеоритный камень, удар молнии, небеса'[42][120].
    - Прабалтославянский: *akmen-[120].
      - Литовский: akmuõ, 'камень',[120].
      - Латышский: akmens, 'камень',[120].

    - Прагерманский: *hemō (общ. *hemnaz, дат. *hemeni), 'небеса'[40][119].
      - Готский: himins, 'небеса',[40][119].
      - Древнеанглийский: heofon, древнефризский: himel, древнесаксонский: heƀan, древнеголландский: himil, древневерхненемецкий: himil, 'небеса'[40][119].
      - Древнескандинавский: himinn, 'небеса'[40][119].

Другие слова, происходящие от метатезисного корня *ḱ(e)h₂-m-(r)-, также могут быть реконструированы из праславянского *kamy ('камень'), германского *hamaraz ('молот') и греческого kamára ('свод').

## Наследие
Луи Легер считал, что полабы называли четверг в честь Перуна, Перенданом или Пераунедоном, но, вероятно, это наименование является калькой германского Donnersdag.
Некоторые учёные считают, что функции лувийских и хеттских богов погоды Тарунза и Тарунны в конечном итоге проистекают из функций *Perkwunos. Анатолийцы, возможно, отказались от старого имени и приняли эпитет *Tṛḫu-ent- ('завоевание', от праиндоевропейского *terh2-, 'пересекать, проходить, преодолевать'), который звучал схоже с именем хаттского бога бури Тару. По мнению исследователей, имя Tarhunt- также родственно ведийскому причастию настоящего времени turvant-, также означающему 'победу и завоевание', что связано с эпитетом бога погоды Индры.